# Monarda fistulosa
Monarda fistulosa es una especie de planta perteneciente a la familia Lamiaceae. El nombre del género Monarda, es en honor al médico y botánico Nicolás Monardes; y el epíteto fistulosa se refiere a tubular, las flores tubulares de dos labios aparecen en densas cabezas.

## Clasificación y descripción
Plantas erectas, generalmente de 30 a 120 mm de alto. Tallo simple o ramificado en las partes superiores, glabro. Hojas firmes de 20 a 100 mm de largo, de 8 a 38 mm de ancho, la parte más ancha cerca de la base del limbo; ápice de la hoja agudo; base de la hoja aguda a redondeada; márgenes aserrados. Pecíolos medianos de 7 a 15 (4 a 30) mm de largo. Brácteas que sostienen los glomérulos; ápice de la bráctea acuminado, base de la bráctea aguda; corola uniformemente pubescente con pelos cortos encorvados. Estambres glabros, de 10 a 18 mm de largo; sacos antéricos de 1 a 1,5 mm de largo, polen blanco; estilo glabro, de 20 a 37 mm de largo; corola azul a rosada o color crema y blanco.

## Distribución
Ampliamente distribuida. Del norte de México a Canadá.

## Hábitat
Ocupa la mayor variedad de hábitats, sobre todo praderas.